# Ilhas Virgens Britânicas nos Jogos Olímpicos de Verão de 1992
As Ilhas Virgens Britânicas participaram dos Jogos Olímpicos de Verão de 1992, em Barcelona, na Espanha. A nação estreou nos Jogos em 1984 e esta foi sua 3ª participação.

## Desempenho

### Atletismo
| Atleta         | Prova                     | Elims. | Elims. | Quartas | Quartas | Semifinal | Semifinal | Final       | Final       |
| Atleta         | Prova                     | Res.   | Pos.   | Res.    | Pos.    | Res.      | Pos.      | Res.        | Pos.        |
| -------------- | ------------------------- | ------ | ------ | ------- | ------- | --------- | --------- | ----------- | ----------- |
| Karl Scatliffe | Salto em altura masculino | 2,10m  | 39º    |         |         |           |           | Não avançou | Não avançou |

### Vela
| John Shirley Robert Hirst Robin Tattersall | Soling | 94 | 17º | Não avançou | Não avançou | Não avançou | Não avançou | Não avançou | Não avançou |